# Alexander Cataford
Alexander Cataford (Ottawa, 1º settembre 1993) è un ex ciclista su strada canadese, professionista dal 2017 al 2022.

## Palmarès
- 2011 (Juniores)

Campionati canadesi, Prova a cronometro Junior
- 2013 (Garneau Québecor, una vittoria)

Campionati canadesi, Prova a cronometro Under-23
- 2015 (Silber Pro Cycling, una vittoria)

Campionati canadesi, Prova a cronometro Under-23
- 2016 (Silber Pro Cycling, una vittoria)

1ª tappa Tucson Bicycle Classic (Tucson > Tucson)

## Piazzamenti

### Grandi Giri
- Giro d'Italia

2020: ritirato (12ª tappa)
2022: 101º
- Vuelta a España

2021: non partito (3ª tappa)

### Classiche monumento
- Milano-Sanremo

2022: 95º
- Giro di Lombardia

2020: ritirato
2022: ritirato

### Competizioni mondiali
- Campionati del mondo

Copenaghen 2011 - Cronometro Juniores: 53º
Copenaghen 2011 - In linea Juniores: ritirato
Toscana 2013 - Cronometro Under-23: 33º
Richmond 2015 - Cronometro Under-23: 33º
Richmond 2015 - In linea Under-23: ritirato
Imola 2020 - Cronometro Elite: 41º
Imola 2020 - In linea Elite: ritirato